# Инвалидитет и сексуалност
Сексуалност и инвалидитет је област живота која се тиче сексуалног понашања и праксе особа са инвалидитетом, које имају низ сексуалних жеља и које се разликују у начинима које бирају особе са инвалидитетом да изразе своју сексуалност. Обично, особама са инвалидитетом недостаје свеобухватно сексуално образовање које би помогло у њиховом сексуалном животу. Ово потиче од идеје да су особе са инвалидитетом асексуалне природе и да нису сексуално активне. Иако су неке особе са инвалидитетом асексуалне, погрешно је све означавати као такве. Многим особама са инвалидитетом недостају права и привилегије које би им омогућиле интимност и односе. Када су у питању сексуалност и инвалидност, постоји сексуални дискурс који их окружује. Укрштање сексуалности и инвалидитета често се повезује са виктимизацијом, злостављањем и чистоћом.
За физичке сметње које мењају сексуално функционисање особе, као што је повреда кичмене мождине, постоје методе које помажу тамо где је то потребно. Особа са инвалидитетом може уживати у сексу уз помоћ сексуалних играчака и физичких помагала (као што су модификације кревета), проналажењем одговарајућих сексуалних положаја или путем услуга које пружа квалификована сексуална радница.

## Историја
Велики део сексуалних предрасуда у Сједињеним Америчким Државама потиче из пуританске етике. Питања о прихватању сексуалности и инвалидитета сежу до 2000 година. Преглед историје о сексуалности у филозофији, религији и науци води до савремених погледа на сексуалност и инвалидитет. 
Верске институције су биле први субјекти који су се борили против сексуалности. Веровали су да је секс грех и да га не треба практиковати осим ако се ради о намерама репродукције. Тада су лекари почели да развијају медицинске погледе на секс. Сексуално задовољство се сматрало болешћу. Табу око тога да је сексуалност болест и грех ограничио је многе људе да изразе своју сексуалност, посебно особе са инвалидитетом.
Након много револуционарних истраживања, секс и задовољство су се нормализовали тек у 20. веку. Са нормализацијом секса, задовољство је постало главни фокус. Здрав секс је значио добар наступ који је довео до оргазма. Ако особа није била у стању да доживи оргазам током секса, сматрала се неадекватном за сексуални однос. Овим особама би сексуални терапеути помогали да истраже орални секс и оргазам клиториса. Када особа са инвалидитетом није у стању да постигне оргазам то се није сматрало проблематичним, јер није имала сексуалне жеље. Занемаривање сексуалног живота особа са инвалидитетом потиче од идеје да су они као и деца асексуални. Пошто особе са инвалидитетом не спадају у категорију сексуалних, није било ресурса за њих да траже сексуалну помоћ.
Током година сексуално обесправљене групе радиле су на сексуалном прихватању за све људе, укључујући квер заједнице и заједнице са инвалидитетом. Рад ових група почео је да отвара врата особама са инвалидитетом да више изразе своју сексуалност. Чак и са овим новооткривеним могућностима, сексуално задовољство за особе са инвалидитетом остало је неизговорено.

## Опште информације
Према ставовима Светске здравствене организације, 
...сексуалност је централни аспект људског бића током целог живота и укључује пол, сексуалну оријентацију, родне идентитете и улоге, еротику, задовољство, интимност и репродукцију...да би се очувало сексуално здравље, сексуална права свих особа морају се поштовати, штитити и испуњавати.
За инвалидитет и сексуалност кључне речи у ставовима Светске здравствене организације су сексуална права свих особа јер су особе са инвалидитетом у свакодневној пракси углавном искључене када се говори о сексуалности, иако особе са инвалидитетом чине приближно 15% светске популације којој је онемогућено да види, чује, креће се, или има неко од развојних, интелектуалних или психосоцијалних оштећења.  Само у Сједињеним Америчким Државама, особе са инвалидитетом су највећа и најразноврснија мањина која чини отприлике 26% популације свих узрасте, расе, етничке припадности, пола, сексуалне оријентације, религије и социо-економског порекла.
Друштво их најчешће посматра као особе о којима је првенствено потребно бринути као да имају неку тешку, неизлечиву болест. Због тога и не очекује од њих да имају посао, оснују породицу, да буду продуктивни чланови друштва. Такође и  њихова сексуалност бива негирана, потискивана и експлоатисана, јер се до скора сматрало да се њихова сексуалност разликује од сексуалности већине и особе са инвалидитетом често су посматране као асексуалне - и да не само да не могу имати сексуалне односе са другима, већ и да оне лично немају ни потребу за тим.

## Односи
Приступ особама са инвалидитетом сексуалним и емоционалним партнерима је ограничен због дееротизације њихове сексуалности у друштву. Искуства особа са инвалидитетом су показала да је основна људска потреба за формирањем блиских односа подједнако релевантна за особе са инвалидитетом као и за људе без инвалидитета. Штавише, друштвене мреже особа са инвалидитетом могу бити мале и то ограничава могућност стварања нових односа. Поглед друштва на инвалидитет такође врши притисак на особе са инвалидитетом у проналажењу односа. Иако је наше друштво направило велике кораке у стварању прихватљивијег света, особе са инвалидитетом се и даље доживљавају као аутсајдери. Родитељи спречавају своју децу да постављају питања особама са инвалидитетом, што доводи до тога да особе са инвалидитетом посматрају као „друге“.
Док се већина особа без инвалидитета сусреће са другим људима на јавним местима, постоје многе физичке и друштвене баријере. Недостатак приступа јавним просторима, било да се ради о степеницама; одсуство менија написаних на Брајевом писму; или без АСЛ тумача; могло отежати и готово онемогућити излазак особе са инвалидитетом. 
Појединци са инвалидитетом такође учествују у онлајн упознавању. Не само да постоје веб-сајтови за упознавање на мрежи, већ постоје и веб-сајтови који су намењени искључиво особама са инвалидитетом да пронађу некога ко је такође инвалид или некога ко жели да излази са особом са инвалидитетом.
Према једном истраживању, до 50% одраслих особа са инвалидитетом уопште није ни у каквој сексуалној вези. Интернет сајтови за упознавање посебно намењени особама са инвалидитетом су основани потребе да попуне ову празнину.

### Стереотипи о инвалидитету
Стереотипи о инвалидитету доприносе потешкоћама и стигми коју доживљавају особе са инвалидитетом. Идентификовани су следећи митови о особама са инвалидитетом:
- Особама са инвалидитетом није потребан секс да би били срећни.

- Особе са инвалидитетом нису сексуално привлачне.

- Особе са инвалидитетом су „претерано сексуалне“.

- Особе са инвалидитетом имају важније потребе од секса.

- Особе са инвалидитетом не требају сексуално образовање.

- Особе са инвалидитетом не могу имати прави секс.

- Појединци са инвалидитетом, посебно они са интелектуалним инвалидитетом, не би требало да имају децу и не би им требало дозволити да имају децу.

## Инвалидитет и сексуалност ЛГБТ+
Здравствене и социјалне неједнакости које срећемо у свакодневном животу, код појединачних социјалних категорија, у које спадају и ЛГБТ+ заједнице са инвалидитетом, укорењене су у везама које су дефинисане; расом, класом, старошћу, инвалидитетом, религијом, полом, родним идентитетом али и многим недовољно истраженим специфичним везама унутар једне хомогене групе.
ЛГБТ+ особе са инвалидитетом суочавају се са двоструком маргинализацијом. На особе са инвалидитетом се често гледа као на несексуалне или хиперсексуалне. Због ових заблуда, тешко је пронаћи квир особе са инвалидитетом приказане у здравом сексуалном животу. Током последњих деценија, научници су радили на укључивању студија инвалидитета у квир теорију, са намерама нормализације инвалидитета у квир и ЛГБТ+ просторима. Ослобођење квира и инвалида почиње одбацивањем историјских идеја о сексуалности и инвалидности. Такође је реткост да се квир особа са инвалидитетом приказују у медијима.
У медицинској, али и другој литератури, постоји велики број веродостојних доказа, о неоправданом консензусу међу професионалним медицинским организацијама, које праве разлике у здравственој заштити ЛГБТ+ као пацијента, али и у њиховим породицама, што захтева хитно решавање овог проблема у свим земљама света. Примери из Мичигена, Охаја и Небраске, где су усвојени уставни амандмани о забрани истополног цивилног удруживања или брака, су најбољи пример таквих дискриминаторских односа према мањинској популацији, другојачије сексуалне оријентације од хетеросексуалне.
Сексуално здравље је јавно добро и оно припада свима па и мањинским групама као што је ЛГБТ+ заједнице, иако сексуалност сама по себи није приоритетни циљ јер представља основни ресурс (инпут) личног развоја сваког појединца. Зато су дискриминаторски закони и амандмани (не тако ретки и у многим другим срединама широм света) несхватљиви јер су озбиљно угрозили доношења одлука о сексуалном понашању и јавном здрављу и здравственој заштити, правима посета болницама, приступу здравственом осигурање и правној заштити из области здравствен и социјалне заштите ЛГБТ+ особа у односу на хетеросексуалне.
Већина људи су сексуална бића и имају сексуалне мисли, ставове, осећања, жеље и фантазије. Физички или интелектуални инвалидитет не мења сексуалност и жељу ЛГБТ+ особа са инвалидитетом да је изрази – нити емоције које могу да иду уз то. Имајући ово у виду Светска здравствена организација заузела је став да је сексуалност основна потреба и аспект људског бића који се не може одвојити од других аспеката живота.
Ако инвалидитет нарушава физичку способност неке ЛГБТ+ особе да се бавите редовним сексуалним животом или му недостаје самопоуздања, можда ће он постати забринута због неупражњавања секса, то код особа са инвалидитета утиче на развој анксиозности у вези са сексом и сексуалним учинком, иако су ова осећања потпуно природна. Таквим особама потребна је помоћ у развијању односа, истраживању и изражавању његове сексуалности или приступу информацијама и услугама о сексуалном здрављу. Ово такође важи и за ЛГБТ+ особе код којих инвалидитет потиче од хроничне болести, јер имају законско право на приватност и избор у вези са својом сексуалношћу и сексуалним активностима.

## Превенција
Да би се променила слика о особама са инвалидитетом и њиховој сексуалности, спречила дискриминација и омогућио равноправан сексуални живот живот, кључ проблема је образовање на свим нивоима, од основношколског образовања до ширег образовања друштва и усавршавања стручних радника.
Однос породице а потом и друштва према младим особа са инвалидитетом мора да буде такав да у њима развије свест о сексуалности, и да разбије предрасуде да ће бити сексуално искоришћавани и да их нико неће доживљавати као равноправног партнера. Ако породица  промовише сексуалну и родну адаптацију у социјализацији свог детета, дете ће сутра имати квалитетнију слику о својој сексуалности и ширити је даље у социјализацији.